# VKontakte
Vkontakte (în rusă ВКонтакте, prescurtat ВК (VK), tradus literalmente „în contact”) este cea mai mare rețea de socializare rusească; la începutul anului 2015 era al doilea cel mai accesat site web în Rusia, cel mai accesat site în Belarus, al șaptelea cel mai accesat în Republica Moldova și al 22-lea cel mai accesat din lume. A fost lansată pe 10 octombrie 2006, inițial ca rețea de socializare pentru studenții și absolvenții universităților rusești, acesta a devenit mai târziu o rețea de socializare care „ajută oamenii să se exprime și să își găsească admiratori”, conform paginii de descriere a site-ului.
În ianuarie 2013 era cel mai accesat site din internetul rusesc, cu 197 milioane de utilizatori înregistrați și în jur de 4 milioane de vizitatori pe zi. Versiunea pentru telefoanele mobile a siteului se găsește la m.vk.com. Unii operatori de telefonie mobilă permit accesarea gratuită a unei versiuni mobile simplificate (fără acces la imagini sau fișiere audio și video) pe adresa 0.vk.com. Aplicații pentru VKontakte au fost dezvoltate de diverse platforme — iOS, Android, Windows Phone.
Pentru denumirea siteului autorul Pavel Durov căuta un cuvânt care să reprezinte relațiile de legătură între oameni indiferent de grupul social din care fac parte (studenți, foști colegi de școală sau pensionari). Fiind influențat de sloganul postului de radio Эхо Москвы (Ăho Moskvî, în română Ecoul Moscovei) — în contact deplin cu informația —, Durov a hotărât că cel mai potrivit cuvânt este „contact”.
Versiunea alfa a siteului a fost publicată la începutul verii anului 2006. Testarea beta a demarat în luna septembrie a aceluiași an, iar pe 1 octombrie SRL „V Kontakte” și-a înregistrat domeniul vkontakte.ru. Ziua lansării siteului este considerată 10 octombrie 2006, când au fost făcute disponibile primele funcționalități. Inițial, siteul era identificat ca o anexă a forumului studențesc spbgu.ru al aceluiași Durov, în care înregistrarea se făcea pe bază de invitații. Înregistrarea a devenit liberă la sfârșitul lunii noiembrie.
Către sfârșitul anului 2011, SRL „V Kontakte” avea 200 de angajați și un venit anual de 152 milioane USD, aflându-se astfel pe locul opt în clasamentul celor mai mari companii de IT din Rusia.